# Korespondenční lístek

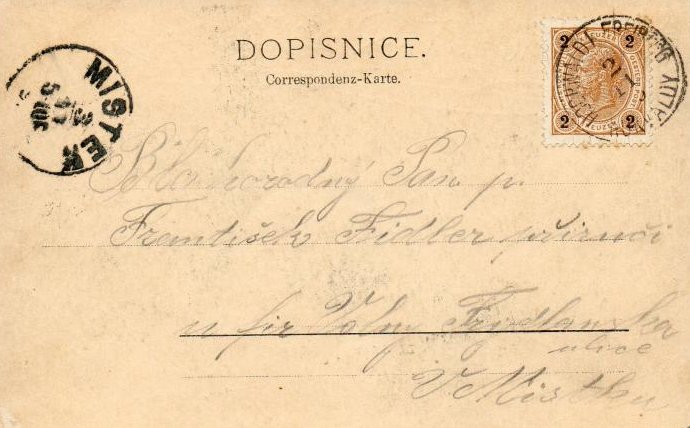
Rakousko-uherská dopisnice

Korespondenční lístek neboli dopisnice je poštovní formulář sloužící k vyplnění otevřené listovní zásilky.

## Historie
Návrh na zavedení dopisnice od Heinricha von Stephana byl poprvé zveřejněn, projednán a přijat na německo-rakouské poštovní konferenci v Karlsruhe 30. listopadu 1865. Vzhledem k nejednotnosti Německa však naráželo zavedení na potíže. První korespondenční lístky se tak nejdříve zrodily v Rakousku-Uhersku. Byly vydány 22. září 1869 o rozměrech 122 mm x 85 mm. Používat se začaly od 1. října 1869.

## Popis
Dopisnice má velikost běžné obálky. Zhotovena je z tvrdšího papíru. Jedna strana je určena k vyplnění vlastního sdělení, druhá je potištěna kolonkami určenými k vyplnění adres příjemce, případně i odesilatele. Součástí této strany je obvykle i vytištěná „známka“ v hodnotě odpovídající adekvátní ceně poštovného za její odeslání. Na potištěné straně mohou být i další ozdobné, reklamní nebo příležitostné prvky – přítisky.

## Funkce
Dopisnice je otevřenou zásilkou a jako taková usnadňuje manuální zpracování hromadné pošty, zvláště při různých odpovědních akcích a soutěžích. Oblíbená byla také pro poloviční poštovní sazbu oproti klasickým dopisům.

## Sběratelství
Sběratelstvím korespondenčních lístků se zabývá filokartie.